# Millettia duchesnei
Millettia duchesnei là loài thực vật thuộc chi Millettia.
Từ cành cây của loài này có thể chiết xuất ra các hợp chất rotenoid elliptol, 12-deoxo-12alpha-methoxyelliptone, 6-methoxy-6a,12a-dehydrodeguelin, 6a,12a-dehydrodeguelin, 6-hydroxy-6a,12a-dehydrodeguelin, 6-oxo-6a,12a-dehydrodeguelin, 12a-hydroxyelliptone và flavanone eriodictyol.